# Horacio Hasse
Horacio Enrique Hasse Ovalle (Senahú; 13 de julio de 1945) es un exfutbolista guatemalteco que jugaba como defensa.

## Selección nacional
Diecinueve partidos sin anotaciones fue su cantidad de presentaciones con la selección de Guatemala. En 1967 fue convocado a disputar el tercer Campeonato de Naciones de la Concacaf que se disputaría en el Estadio Nacional de Tegucigalpa, donde salió campeón jugando todos los cinco duelos.
Debido a esto, fue llamado al Preolímpico de Concacaf de 1968, donde se clasificó a los Juegos Olímpicos de México 1968. En la olimpiada, jugó en la victoria de 4-1 ante Tailandia y se fue expulsado a los 60 minutos. Guatemala avanzaría a cuartos de final, obteniendo el octavo puesto.

### Participaciones en Juegos Olímpicos
| Torneo                   | Sede   | Resultado        |
| ------------------------ | ------ | ---------------- |
| Juegos Olímpicos de 1968 | México | Cuartos de final |

## Clubes
| Club                   | País      | Año       |
| ---------------------- | --------- | --------- |
| Marquense              | Guatemala | 1963-1964 |
| Xelajú Mario Camposeco | Guatemala | 1964-1966 |
| Municipal              | Guatemala | 1967-1970 |
| Cementos Novella       | Guatemala | 1970-1973 |
| Aurora                 | Guatemala | 1974-1975 |
| Tipografía Nacional    | Guatemala | 1975-1976 |
| Escuintla              | Guatemala | 1976-1977 |
| Caminos                | Guatemala | 1977-1978 |

## Palmarés

### Títulos nacionales
| Título                    | Equipo    | País      | Año     |
| ------------------------- | --------- | --------- | ------- |
| Copa Nacional             | Municipal | Guatemala | 1967    |
| Copa Campeón de Campeones | Municipal | Guatemala | 1967    |
| Copa Nacional             | Municipal | Guatemala | 1969    |
| Liga Nacional             | Municipal | Guatemala | 1969-70 |

### Títulos internacionales
| Título                                | Equipo    | Sede     | Año  |
| ------------------------------------- | --------- | -------- | ---- |
| Campeonato de Naciones de la Concacaf | Guatemala | Honduras | 1967 |